# Костюм флотский (рабочее платье)

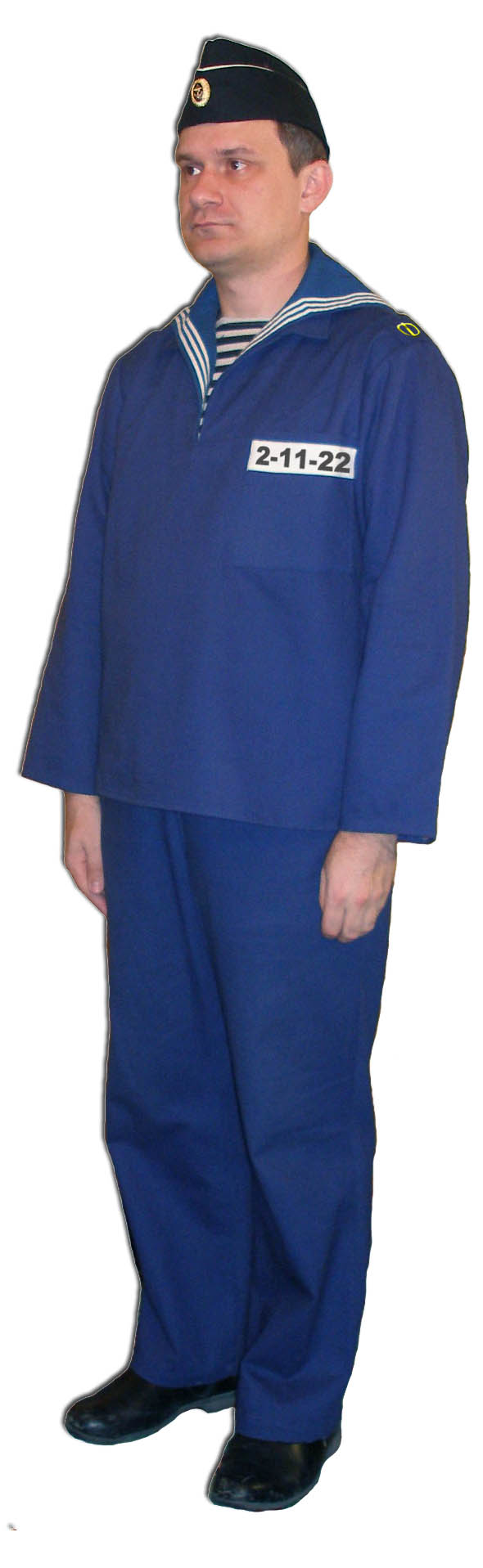
Современное рабочее платье (роба) с пилоткой нового образца

Костю́м фло́тский (рабо́чая фо́рма, рабо́чая оде́жда; морск. жаргон. устар. рабо́чее пла́тье, разг. ро́ба, матро́сская ро́ба) — повседневная рабочая форма одежды матросов, старшин ВМФ и курсантов военно-морских учебных заведений РФ, а также ряда стран СНГ. Костюм флотский состоит из рубахи и брюк особого пошива, большого накладного воротника, рабочей обуви и головного убора.

## История
С созданием в Российской империи Петром Великим регулярного флота для флотских нижних чинов был введён костюм, состоявший из элементов голландской морской одежды — широкополой шляпы, коротких штанов зелёного цвета, чулок, кожаных туфель и грубошёрстной куртки серого или зелёного цвета. 
Заменявшая мундир повседневная рабочая форма матросов во время средиземноморской кампании 1798—1800 годов включала в себя треуголку, камзол и свободного покроя рубаху и штаны из парусины. Рабочее платье, состоявшее из рубахи и брюк, изготовлявшееся из светло-серой парусины, употреблявшееся при всех работах на кораблях и носившееся поверх форменной белой рубахи с выпускаемым наружу синим воротником, было утверждено как форма одежды рядового состава 19 августа 1874 года. Синее рабочее платье носилось только на корабле при работе в машине и в трюмах.

В синем рабочем на палубе появляться запрещено. На палубе можно быть только в белом рабочем платье с выпущенным воротником форменки.
— Леонид Соболев «Капитальный ремонт»

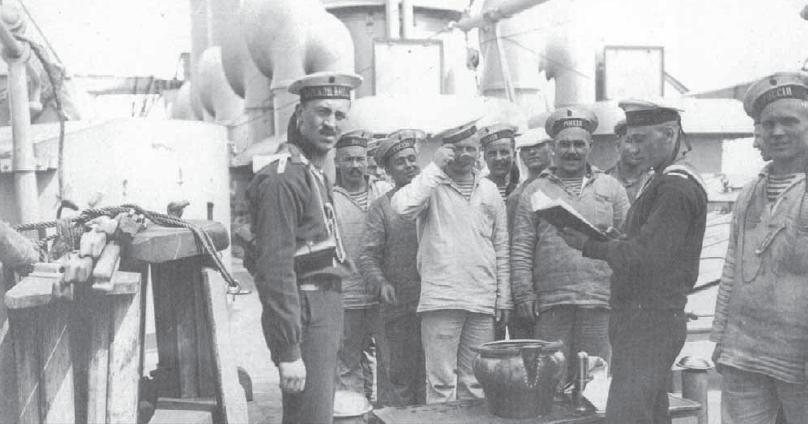
Выдача водки матросам на крейсере «Россия» Российского императорского флота, около 1910. Матросы — в белом рабочем платье

На протяжении столетий изменения в пошиве и материалах рабочего платья были минимальны. Современный вид окончательно утвердился в 1951 году.

36. При работах и занятиях на кораблях, в частях, доках, заводах и мастерских старшинам, сержантам и матросам разрешается ношение установленного рабочего платья.

Рабочая рубаха надевается поверх фуфайки морской — тельняшки с обязательным выпуском форменного воротника наружу. Рабочая рубаха в брюки не заправляется.

При ношении рабочего платья старшинам и матросам на кораблях взамен фуражки разрешается ношение берета (если положен) синего цвета со звездой установленного образца.— Приказ Военно-морского министра Союза ССР № 170, от 12 сентября 1951 года.
До 1980 года рабочая форма одежды в ВМФ СССР шилась в основном из добротного материала — из облегчённого варианта парусины (т. н. «чёртовой кожи»), хорошо отстирываемого даже от масляных пятен и всех видов краски. Для Черноморского флота рабочая форма шилась почти белого цвета (из парусины некрашеной), для остальных флотов — преимущественно голубого цвета. В начале 80-х годов изменяется цвет костюма на синий или тёмно-синий. Материал — хлопчатобумажная или смесовая ткань. После закрытия в начале 1990 годов предприятия в Иванове, производившего ткани специально для ВМФ, качество пошива робы значительно снизилось. В последнее время рабочую форму для флота шьют самые разнообразные пошивочные фирмы и ателье, причем из всевозможных и не всегда качественных материалов. При этом цвета этих роб лежат в широком диапазоне оттенков чёрного и синего цветов.
Среди матросов ВМФ самой хорошей тканью робы считается «старшинка» — наиболее тёмная и плотная ткань. Она немаркая, не линяет и не мнется. «Стекляшка» очень хорошо сохраняет отутюженные стрелки, однако быстро засаливается. Самой плохой тканью считается т. н. «тряпка», которая очень быстро пачкается, выцветает и мнется.

## Рубаха
Рубаха флотского костюма (введена приказом РВСР № 2443 от 27 октября 1921 года и по своему покрою современная рабочая рубаха полностью повторяет вид старой «матросской рубахи». Покрой рубахи подтвержден приказами РВС СССР № 006 от 5 января 1925 года и по ВМС РККА № 52 от 16 апреля 1934 года) первоначально пошивалась из серой парусины или отбеленной рогожки. Состояла из цельных переда и спинки без швов с прямым стоячим воротником с застёжкой на пуговицу и петлю, и прямых рукавов без обшлагов и манжет. Передний разрез рубахи заделывался планками с застёжкой на две пуговицы и петли. На левой стороне груди находился настрочной карман без клапана. Рубаха носится с пристежным форменным синим воротником.
Приблизительно с середины 70-х годов XX века вид рубахи незначительно изменяется. Перед и спинка цельные. Перед с верхним накладным карманом на левой стороне и внутренним карманом с изнаночной стороны. В верхней части переда, посредине, разрез, застегивающийся одной петлёй на пуговицу. В конце разреза, с внутренней стороны, две пуговицы, а на спинке, у горловины, петля для пристёгивания форменного воротника. Воротник широкий отложной. Рукава втачные, прямые. Погончики простые тканевые нашивные соответственно воинскому званию.
Во все времена на верхний накладной карман рубахи нашивалась матерчатая бирка белого цвета. В боевых частях флота на эту бирку несмываемой краской чёрного цвета наносится боевой номер, а в кармане всегда должна находиться книжка, так и называемая «Боевой номер», в которую записываются обязанности по всем корабельным расписаниям военнослужащего в соответствии с его боевым номером, а также номера закреплённого за ним личного оружия. Что-либо иное носить в нагрудном кармане запрещено. В тыловых частях флота боевой номер военнослужащего может отсутствовать.
Рубаха рабочая повседневно носится навыпуск, на время несения вахтенной службы заправляется в брюки под ремень. Поверх рабочего платья в холодную погоду надевается бушлат или флотская шинель.

## Брюки
Брюки рабочего платья имеют нестандартный пошив, сохраняя фасон XVIII века. Состоят из передних и задних половинок и пояса. Передние половинки с боковыми карманами и лацбантом, пристегивающимся к поясу задних половинок брюк двумя пуговицами или с застёжкой на металлические крючок и петлю, и пуговицы, расположенные на гульфике. Пояс со шлёвками для ремня.
Первоначально изготавливались из серой парусины или отбеленной рогожки. В настоящее время пошиваются из хлопчатобумажной ткани синего цвета.
Ремень, как правило, из свиной кожи. На пряжке ремня (бляхе) советского образца изображён якорь со звездой, на пряжках более позднего образца — якорь без звезды, а на пряжках современного образца изображена эмблема ВМФ РФ.

## Бушлат
Вид форменной одежды военных моряков (для осени и весны) — двубортная суконная чёрная куртка на тёплой подкладке с отложным воротником. В русском флоте бушлат введён в 1848 году как повседневная форма одежды матросов, так называемых, рабочих экипажей и называлась она «брушлат». Позднее вошло в употребление «буршлат» и, наконец, «бушлат».

## Матросский воротник

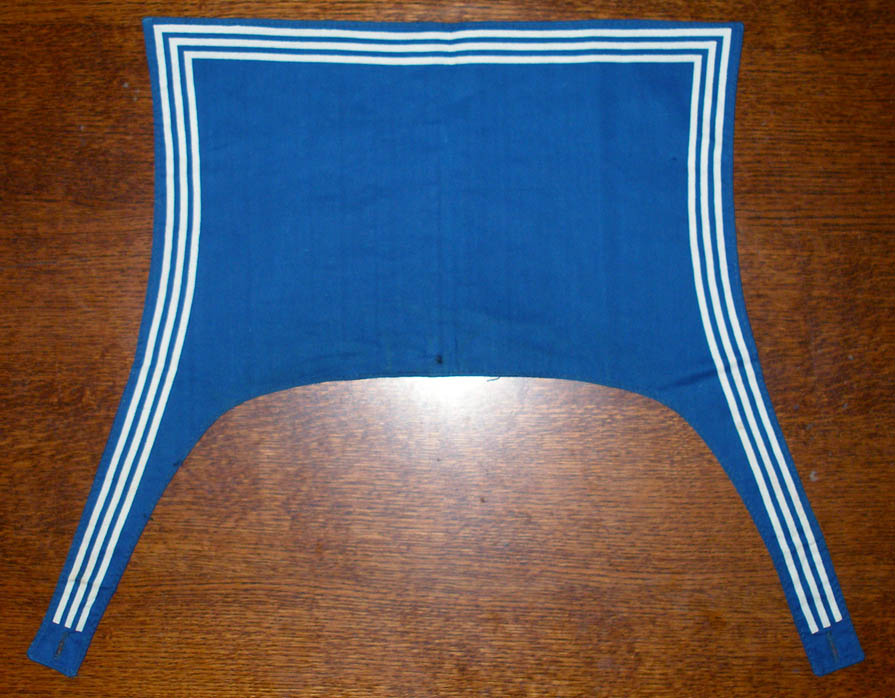
Форменный матросский воротник

Поверх рабочей рубахи носится большой накладной воротник синего цвета с тремя белыми полосами по краю. В российском Военно-Морском флоте указанные полосы являются напоминанием о трёх наиболее знаменательных победах России в морских сражениях:
- Гангутское сражение
- Чесменское сражение
- Синопское сражение

Другое мнение: «Распространённая версия о том, что три белые полосы на воротнике знаменуют три победы русского флота (Гангут, Чесма, Синоп), явно ошибочна хотя бы потому, что Синопская победа была одержана в 1853 году (через три года после введения воротника)».
Форменный воротник изготавливается из хлопчатобумажной ткани тёмно-синего цвета на подкладке того же цвета. Отличие подкладочной стороны от лицевой состоит в отсутствии трёх белых полос по краям, которые наносятся на лицевую часть печатно-набивным способом. На концах воротника по одной петле, служащих для пристёгивания воротника к двум пуговицам на рубахе, расположенным на изнаночной стороне посредине выреза горловины.
Матросский воротник также входит в состав парадно-выходной формы рядового состава ВМФ РФ и носится с фланелевкой.
На русском флотском жаргоне форменный матросский воротник именуется «гюйсом» (на деле гюйс — носовой флаг корабля).
Помимо этого, форменный матросский воротник входит в состав парадно-выходной формы рядового состава ВМФ многих стран мира, а также является частью костюма, так называемого, «морского стиля», проще именуемого «матроска». При этом могут отличаться детали: цвет и материал самого воротника, число и форма полос по краям, наличие декоративных элементов (звёзды, якоря, наличие стилизованного «галстука» или банта из концов воротника на груди и т. п.).

## Головной убор

### Бескозырка

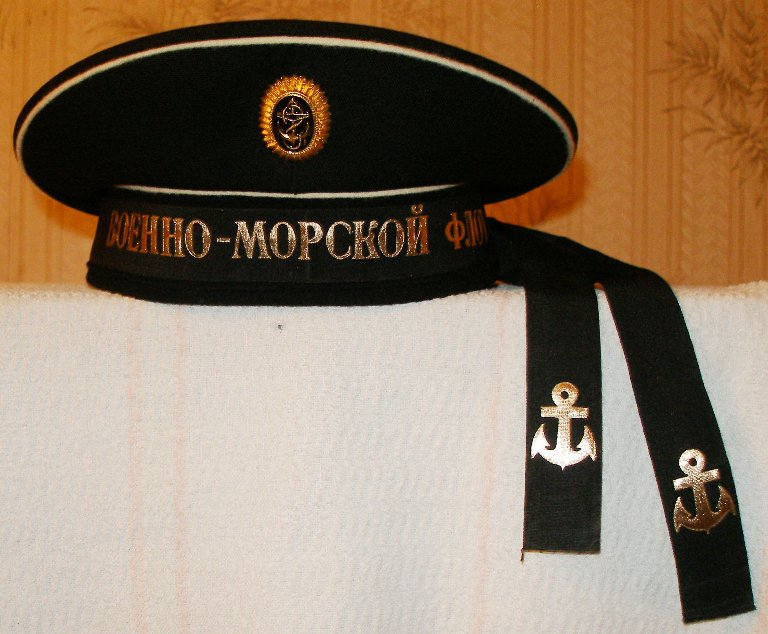
Бескозырка матросов и старшин Военно-морского флота Российской Федерации

Фуражки-бескозырки утвердились в ноябре 1811 года — как «…повседневный, будничный головной убор». Ленточки на них появились позже — в 1857 году. В 1870-х годах на российском флоте вводится чёрная бескозырка с лентой, на которой наносились надписи названий флотского экипажа и корабля. Кроме того, лента служила для удерживания в ветреную погоду бескозырки на голове матросов — концы ленты обвязывались вокруг шеи. В 1872 году был точно определен тип надписей, размеры букв и форма якорей на лентах, а также их длина — 140 миллиметров. Изначально на ленточках выштамповывалось название корабля, затем, в силу секретности — только «Северный флот», «Тихоокеанский флот», «Балтийский флот», «Черноморский флот», «Военно-морской флот» (для подразделений, не входящих в состав флотов), также названия военно-морских училищ, наименование крейсера «Аврора», отдельную надпись имели на ленточках бескозырок военнослужащие, проходящие службу на кораблях пограничных войск КГБ СССР. Затем надписи названий флотов были заменены на надпись «Военно-морской флот». Сейчас обычай носить на лентах бескозырок название своего корабля вновь возрождается на российском флоте.
Фуражка-бескозырка чёрного цвета состоит из донышка, тульи (стенок), околыша и флотской ленты. По краю донышка и верхнему краю околыша проложены канты белого цвета. По нижнему краю околыша — вытачной кант для поддерживания флотской ленты, надеваемой на околыш. Донышко, тулья (стенки) и околыш из шерстяной ткани. Внутри фуражки — подкладка чёрного (серого) цвета, налобник и теменная накладка из кожзаменителя. Спереди, на тулье фуражки, в настоящее время носится кокарда с якорем золотистого цвета. Она заменила советскую кокарду в виде красной звезды в обрамлении золотистых листьев — так называемый «крабом».
На околыше — лента чёрного цвета с концами длиной 35 см. На ленте — название корабля, вид сил или флота, на концах ленты — якоря золотистого цвета. Летняя бескозырка — белая со сменным чехлом, зимняя — чёрная.

### Берет
Для повседневного ношения на корабле в 60-е годы был введён берет.

### Пилотка
С середины 80-х годов — пилотка.
Пилотка хлопчатобумажная синего или чёрного цвета состоит из донышка, стенок и бортиков. Донышко, стенки и бортики - из хлопчатобумажной ткани. По боковым сторонам пилотки, в верхней части стенок, по три вентиляционных отверстия («блочка́»). Внутри пилотки — подкладка серого цвета и налобник из кожзаменителя. Спереди, посредине соединительного шва бортиков, размещается кокарда золотистого цвета с якорем.
В советском флоте являлась головным убором личного состава экипажей подводных лодок, имела чёрную окраску, различия для рядового и офицерского состава. С недавнего времени используется на всём флоте, изменившись по форме (из полукруглой став прямоугольной) и получив белые выпушки (ранее предусмотренные только для офицеров и мичманов) и кокарду вместо звёздочки.

## Обувь
В качестве обуви к рабочему платью полагаются невысокие юфтевые ботинки на толстой подошве (также прогарные ботинки, на сленге — «прогары» или «гады»). Ранее шились со шнурками, в настоящее время - с резиновыми вставками на берцах. Среди старослужащих принято вместо прогар носить парадную обувь — хромовые ботинки, или «хромачи». В некоторых частях ВМФ (береговых или размещённых в местах с суровым климатом) ботинки заменены на яловые сапоги. В комплект тропической формы входят сандалии.

## Костюм РБ
Личный состав экипажей атомных подводных лодок, находясь на корабле, носит костюм радиационной безопасности, сшитый из тонкой хлопчатобумажной ткани синего цвета. Состоит из лёгкой куртки на пуговицах и брюк на резинке. На нагрудном кармане ниже боевого номера отпечатаны крупные буквы «РБ». С костюмом РБ носится одноразовое нательное бельё, кожаные тапочки на резиновой подошве и пилотка; матросский воротник не носится.

## Боевой номер
В соответствии с боевой организацией корабля старшинам и матросам присваиваются боевые номера, которые заносятся в «Табель нумерации личного состава». Боевой номер состоит из трёх частей:

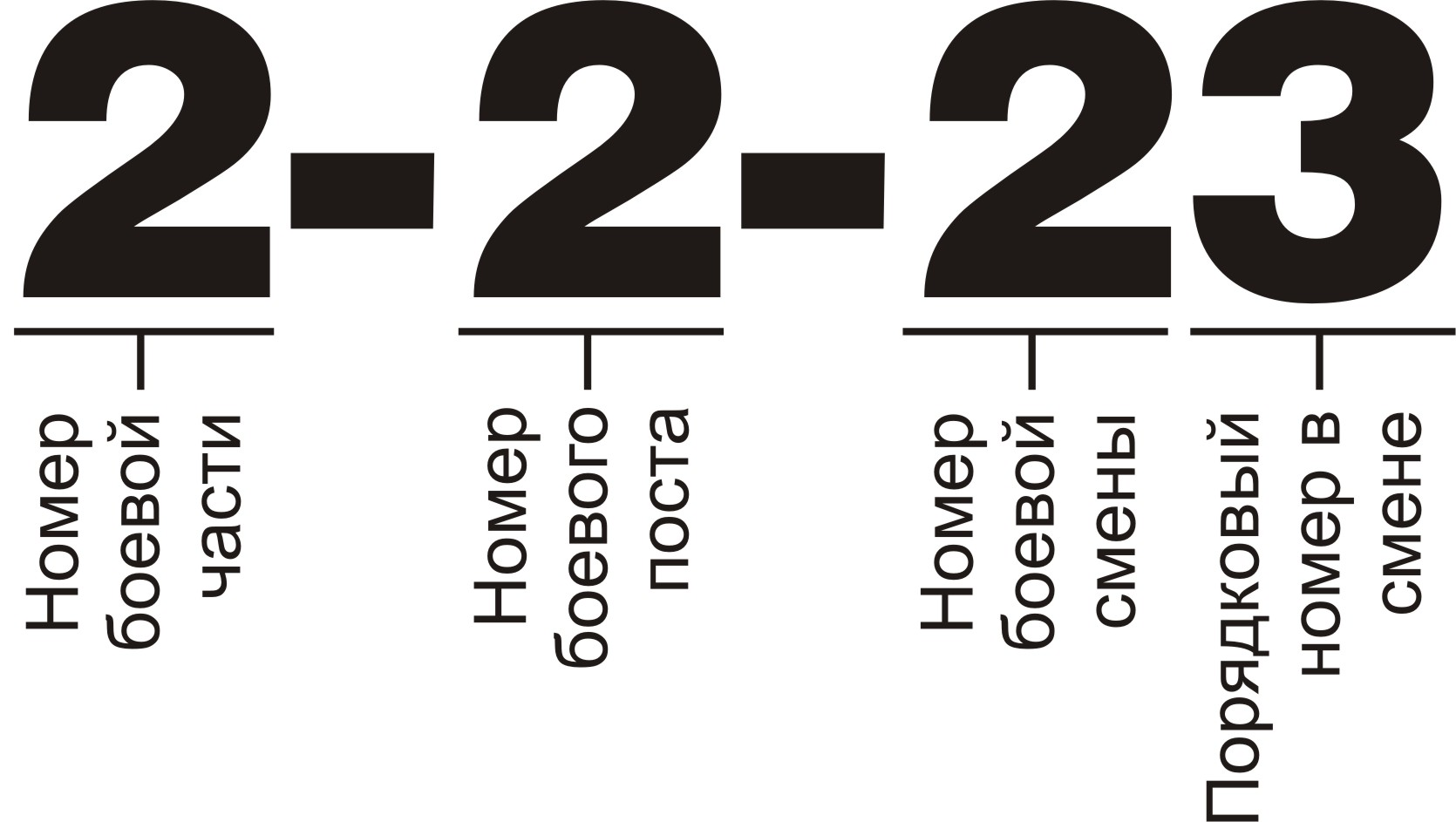
Расшифровка боевого номера

- Первая часть (цифра или буква) указывает, в какой боевой части (службе) находится старшина или матрос согласно расписанию по боевой тревоге;
- Вторая часть (одна, две или три цифры) указывает номер боевого поста, где находится старшина или матрос согласно «Расписанию по боевой тревоге»;
- Третья часть (две цифры) определяет принадлежность старшины или матроса к боевой смене; первая цифра обозначает номер боевой смены, вторая цифра — порядковый номер старшины или матроса в смене.

Боевым сменам присваиваются следующие цифры:
- Первой боевой смене — 1, 5, 7;
- Второй боевой смене — 2, 4, 8;
- Третьей боевой смене — 3, 6, 9.

При наличии на боевом посту в каждой боевой смене до 9 человек для их обозначения используются цифры 1, 2, 3, до 18 человек — 1 и 5, 2 и 4, 3 и 6, до 27 человек — 1, 5 и 7; 2, 4 и 8; 3, 6 и 9.
Боевой номер для ношения на рабочей одежде старшин и матросов обозначается на нагрудной идентификационной карте военнослужащего (матерчатой бирке белого цвета, пришитой к нагрудному карману рабочего платья). Номер наносится на матерчатую бирку типографской несмываемой краской (также может быть написан на бумажной полоске, которая затем ламинируется пластиком и нашивается на карман). Высота цифр и букв боевого номера (надписи) должна быть 30 миллиметров.
Для старшин и матросов, не допущенных к исполнению обязанностей по занимаемой должности, а также для курсантов и стажёров, проходящих практику на корабле, перед первой цифрой (буквой) боевого номера проставляется цифра «0» (ноль).
На идентификационной карте всех офицеров и мичманов обозначается наименование должности.